# Yuri Cheban
Yuri Cheban (em russo:  Юрій Володимирович Чебан, Odessa, Odessa, 5 de julho de 1986) é um velocista ucraniano na modalidade de canoagem.

## Carreira
Foi vencedor da medalha de Ouro em C-1 200 m em Londres 2012 e da medalha de Bronze em C-1 500 m em Pequim 2008.
Na Rio 2016 voltou a repetir o título olímpico do C1-200m.